# コスモス衛星
コスモス衛星（ロシア語: Космос,、ローマ字表記の例: Cosmos または Kosmos）はソビエト連邦とロシアの人工衛星で、1962年3月16日の1号機を皮切りに、2015年3月31日時点で、実に2504機が打上げられている。ただし、その内訳は統一されたものではなく、技術開発衛星や航行衛星、軍事衛星など様々である。部分軌道爆撃システムの軌道ペイロードもコスモス衛星扱いとなっていた。
なお、ミッションに失敗した衛星にコスモスの名前を冠する場合もあるため、コスモスという命名自体に大きな意味はないと見られる。

## 主なコスモス衛星
コスモス衛星の全機体一覧についてはコスモス衛星の一覧を参照。
- コスモス47号 - ボスホート計画の無人テスト宇宙船
- コスモス60号 - 失敗した月探査機
- コスモス96号 - 失敗した金星探査機
- コスモス110号 - ソ連初の生物実験衛星
- コスモス111号 - 失敗した月探査機
- コスモス133号 - ソユーズ計画の試験衛星
- コスモス140号 - ソユーズ計画の試験衛星
- コスモス186号, コスモス188号 - ソユーズの先行機、初の自動ドッキングを達成
- コスモス212号, コスモス213号 - ソユーズ計画のテスト宇宙船
- コスモス238号 - ソユーズの最終テストシリーズ
- コスモス300号 - 失敗した月探査機
- コスモス305号 - 失敗した月探査機
- コスモス419号 - 失敗した火星探査機
- コスモス482号 - 失敗した金星探査機、ニュージーランド南部に墜落
- コスモス605号 - 生物実験衛星 ビオンシリーズ1号機
- コスモス782号 - 米国が参加した、最初のコスモス衛星
- コスモス929号 - 宇宙ステーションへの補給船、TKS宇宙船の1機目
- コスモス954号 - 原子炉搭載RORSAT。カナダ北部に墜落し放射能汚染を引き起こした
- コスモス1267号 - 宇宙ステーションサリュート6号への補給船、TKS宇宙船の2機目
- コスモス1402号 - 原子炉搭載RORSAT。 南太平洋に墜落。
- コスモス1408号 - 2021年11月15日、ロシアの衛星攻撃兵器実験で破壊され、大量のスペースデブリを発生させた。
- コスモス1443号 - 宇宙ステーションサリュート7号への補給船、TKS宇宙船の3機目
- コスモス1686号 - 宇宙ステーションサリュート7号への補給船、TKS宇宙船の4機目で最後
- コスモス2251号 - 軍事通信衛星、世界初の人工衛星同士の衝突事故を起こした
- コスモス2504号 - 2015年3月31日、プレセツク宇宙基地からロコットロケットにより打ち上げられた。アメリカ空軍は衛星攻撃兵器ではないかとの見解を示している。
- コスモス2553号 - ウクライナ侵攻直前の2022年2月5日に打ち上げられた衛星。高度約2000kmの軌道に投入された。ロシアは高放射線環境下での搭載機器の試験目的と説明しているが、アメリカは対衛星核兵器計画に関係すると見ている。機能不全に陥っているのではないかと言う情報がある[1]。